# Ford Pinto
Ford Pinto — субкомпактный автомобиль, выпускавшийся компанией Ford Motor Company для покупателей в Северной Америке начиная с 11 сентября 1970 года по 1980 модельный год. Название Pinto означает пегую масть лошади. Первоначально предлагался в варианте двухдверного седана. В следующем году Форд предложил модели хетчбэка «Runabout» и фургона, конкурировавшие на американском рынке с AMC Gremlin и Chevrolet Vega, также как и импортные машины VW, Datsun и Toyota. Pinto был популярен, и к январю 1971 года было продано около 100 000 машин. В течение его последнего модельного года Форд построил 68 179 машин.
Вариант под новой торговой маркой, Mercury Bobcat, был представлен в 1974 году в Канаде, а с марта 1975 — в США. После окончания своего выпуска как Pinto, так и принадлежащий к более низкому размерному классу импортируемый из Европы Ford Fiesta были полностью заменены переднеприводным Ford Escort.
Репутация Pinto была сильно подпорчена спорами о безопасности конструкции его топливного бака. Отзыв произведённых машин изготовителем в 1978 г. и дальнейшие исследования показали, что по сравнению с другими машинами этого класса, безопасность автомобилей Pinto как минимум такая же или бо́льшая.

## История
Первой волне массового импорта малолитражных легковых автомобилей конца пятидесятых годов, возглавляемой знаменитым Volkswagen Käfer, местные американские производители противопоставили в своих модельных рядах так называемые «компактные» автомобили, включая Ford Falcon, Chevrolet Corvair и Chevy II, а также Plymouth Valiant. Однако это были всё ещё достаточно крупные — на уровне европейских моделей верхнего-среднего класса — машины, разработанные под «американский стандарт» вместимости — шесть человек на двух сиденьях диванного типа, и снабжённые шестицилиндровыми двигателями достаточно солидного рабочего объёма. По сути, они оказались не аналогами европейских малолитражек, а вполне самостоятельным явлением, за пределами США не имеющим прямых аналогов.
Между тем, в середине шестидесятых годов последовала вторая волна «импортов», тесно связанная со структурными изменениями в американском обществе. Массовые продажи малолитражек, число которых полнилось за счёт азиатских производителей — в первую очередь Toyota и Datsun, сделали свершившимся фактом появление на североамериканском рынке целого нового сегмента так называемых «субкомпактов» — автомобилей, существенно меньших по размерам, чем собственные американские «компактные», соответствующих типовой европейской малолитражке. Разница, однако, состояла в том, что если в Европе или Японии машина этого класса приобреталась в большинстве случаев в качестве единственного семейного средства передвижения, то в США, где среднестатистический автомобиль ещё в начале 60-х годов имел не менее пяти метров длины и не менее шести цилиндров, их рассматривали как сугубо нишевый продукт, главным образом ориентированный на молодёжную и женскую аудиторию и обычно предназначенный на роль второго-третьего автомобиля в семье.
Корпорация Ford, европейский филиал которой к тому времени имел большой опыт в разработке и выпуске малолитражных моделей, начала с перехватывающего импорта в США собственной европейской модели Ford Cortina, бывшей бестселлером у себя на родине в Великобритании. Однако этот автомобиль по американским стандартам оказался недостаточно хорош и серьёзного коммерческого успеха так и не снискал. Поэтому было принято решение о разработке собственного американского субкомпактного автомобиля, хотя и с использованием наработок европейского филиала. Этим автомобилем и стал Ford Pinto.
Pinto был представлен 11 сентября 1970, на следующий день после премьеры Chevrolet Vega и через шесть месяцев после того, как на рынок вышел AMC Gremlin. Как Pinto, так и Vega были созданы «с чистого листа», но Pinto использовал отработанные на европейском рынке компоненты силового агрегата и трансмиссии от европейского Ford Escort, в то время, как установленный на Vega уникальный алюминиевый двигатель доставил компании и покупателям немало проблем. Gremlin же из соображений экономии по сути представлял собой сильно укороченный вариант «компакта» AMC Hornet и снабжался его же длинным рядным шестицилиндровым двигателем, что существенно ограничивало размеры задней части его салона.

## Конструкция
Главный исполнительный директор Форда Лидо Энтони «Ли» Якокка желал, чтобы модель 1971 г. весила менее 2000 фунтов (907 кг) и стоила менее 2000 долларов. Несмотря на наличие готового решения в виде европейского Ford Escort, команде дизайнеров было поручено разработать внешний вид и интерьер Pinto полностью с нуля. В конечном счёте был во всей его полноте принят проект темы внешнего вида, разработанный Робертом Эйдскуном (Robert Eidschun). Полноразмерные макеты будущего Pinto были закончены в декабре 1968 года, после чего Эйдскун оставил фирму «Форд» и перешёл в корпорацию «Крайслер» на должность руководителя отдела дизайна.
Хотя сегодня решение создать автомобиль с нуля вместо того, чтобы объединить в одном проекте все доступные ресурсы транснациональной корпорации, выглядят необычно, для того времени это была нормальная практика, что обуславливалось выше отмеченными особенностями местного рынка, а также специфическим американским патриотизмом, выражавшемся в недоверии и неприятии корпоративным менеджментом иностранного опыта, пусть даже речь шла о разработках, выполненных собственными заокеанскими филиалами американских корпораций. Точно так же был создан с чистого листа и конкурент Pinto от General Motors — Chevrolet Vega, без какого либо использования агрегатов или стилистических тем выпускавшихся европейскими филиалами той же компании Vauxhall Viva и Opel Kadett — причём последняя модель предлагалась в то же самое время дилерской сетью GM в Канаде и дилерами Buick в США с 1967 года. Детройтские автомобилестроители тех лет предпочитал давать на брошенные иностранными конкурентами вызовы «асимметричные ответы» — не копируя их продукцию концептуально, а беря от неё лишь наиболее существенные черты, обуславливающие её привлекательность для аудитории — в данном случае «субкомпактные» габаритные размеры — и на их основе с нуля создавая продукт, в полной мере соответствующий запросам целевого рынка в том виде, в котором их видели менеджеры компании. Также проектировщики, работавшие над продуктами, предназначавшимися для Северной Америки, имели бо́льшую свободу в выборе внешних габаритов и литража двигателей относительно своих японских коллег, которым эти параметры предписывались японскими правительственными постановлениями.
Ряд компромиссов с «континентальной» (европейской) школой автомобилестроения всё же имел место. Например, в то время, как чуть ранее представленный Ford Maverick предлагался либо с рядным щестицилиндровым двигателем, либо с V8, и имел в большинстве вариантов комплектации типично-американские два ряда сидений диванного типа, Pinto был укомплектован рядным четырёхцилиндровым двигателем и раздельными передними сиденьями, чтобы в большей степени соответствовать запросам части потенциальной аудитории, привыкшей к иностранным моделям, таким как Volkswagen Beetle, поставлявшийся с 1949 года, Toyota Corolla, представленная в Северной Америке в марте 1968, или незадолго до того появившийся на рынке Datsun 1200.
Однако общая концепция автомобиля была по сравнению с «импортами» совершенно иной. В отличие от европейских и японских аналогов, проектировавшихся изначально в качестве полноценных семейных автомобилей для умеренно комфортабельного размещения четырёх-пяти человек, Pinto, в соответствии с господствовавшими на момент его разработки в американском автомобилестроении трендами, создавался как спортивно-молодёжная модель для экономных покупателей, с динамичным дизайном, напоминающим уменьшенный вариант более крупного Ford Maverick, приземистым кузовом типа «фастбэк», покатой крышей над задними сиденьями и очень низкой посадкой водителя и пассажиров. Получение наибольшего объёма салона при минимальных внешних габаритах, весьма заботившее европейских и, в особенности, японских инженеров, отнюдь не было в числе приоритетов — по сути машина была двухместной с возможностью при необходимости посадить ещё двоих человек на задний ряд сидений для короткой поездки.
Автомобиль имел несущий кузов и «классическую» компоновку, с продольно расположенным двигателем впереди и приводом на задние колёса через механическую или автоматическую коробки передач. Передняя подвеска автомобиля — независимая пружинная, на двойных поперечных рычагах, задняя — зависимая, с неразрезной балкой моста на листовых рессорах. Рулевое управление — реечного типа. Усилители рулевого управления и тормозов в базовой комплектации отсутствовали и предлагались за отдельную доплату.

## Производство
Ford представил Pinto с рекламным слоганом Маленькая беззаботная машина и произвёл первую розничную поставку в Северной Америке Чарльзу Дж. Пинто (Charles J. Pinto) из Пинто, штат Мэриленд, за рекордные 25 месяцев от концепта до серии. Поставками Pinto, согласно Cumberland Times-News от 13 сентября 1970, руководил Артур Коуэлл (Arthur Kowell), президент Kowell Ford Inc.
Pinto был представлен как двухдверный седан после того, как при проектировании альтернативных вариантов кузова возникли трудности. Первоначальная цена Pinto начального уровня составляла примерно $1850, что делало Pinto самым дешёвым автомобилем Ford за много лет, со времён бюджетных моделей конца пятидесятых годов, подрывая позиции Chevrolet Vega от GM и непосредственно нацеливаясь на позиции импортируемых моделей, которые продолжали прибавлять конкурентов, таких как Mazda 1200 в 1971 году, Subaru DL в 1972 и Honda Civic в 1973
Pinto производились в Сент-Томасе (St. Thomas), провинция Онтарио, Канада; Эдисоне (Edison), штат Нью-Джерси; и Ричмонде (Richmond), штат Калифорния. С 1976 модельного года наряду с Pinto предлагался переднеприводной Ford Fiesta германского производства, более компактный, но с примерно такого же размера салоном, что делало их по сути альтернативными друг другу моделями, ориентированными на разные части аудитории. Оба автомобиля фактически были заменены моделью Ford Escort в 1981 модельном году.
Продажи начались 11 сентября 1970 года. Изначально он предлагался только в кузове «купе-фастбэк» (фактически — двухдверный седан), с покатой задней стенкой и обычной крышкой багажника.
- Вид спереди
- Вид сзади-слева
- Вид сзади

Хетчбэк, отличавшийся полноценной третьей дверью в задке, получил собственное название — Pinto Runabout (в честь одного из самых популярных типов кузова Ford T) и стал доступен для предзаказа лишь 20 февраля 1971 года, после премьеры на Чикагском автошоу, а ещё через пять дней — появился в свободной продаже по цене $2062. Его отличительными чертами были хромированные наружные петли третьей двери и пять декоративных блестящих молдингов на крыше. Задняя дверь снабжалась пневматическими упорами, а в салоне появилось складывающееся заднее сиденье (за отдельные деньги оно стало доступно и на седане). При тех же внешних габаритах, хетчбэк при сложенном заднем сиденье получал багажное отделение объёмом чуть более 1 м³. Изначально стекло задней двери хетчбэка было такого же размера, как и на седане, но к 1972 модельному году оно было существенно увеличено в размерах и теперь занимало практически всю заднюю дверь. Впоследствии появилась цельностеклянная задняя дверца.
24 февраля 1972 года был представлен универсал Pinto. Он был длиннее седана и хетчбэка — 4390 мм, и имел багажное отделение объёмом 1,7 м³. Это был первый трёхдверный универсал в модельном ряду «Форда» с самого 1961 года. 2-литровый двигатель и дисковые передние тормоза были стандартным оборудованием, откидывающиеся для вентиляции задние стёкла предлагались за отдельную доплату. Вариант комплектации Pinto Squire включал в себя фальшь-деревянную отделку на боковинах кузова.
Другой вариант комплектации универсала — Pinto Cruising Wagon — предлагался с 1977 по 1980 модельный год. По сути это был развозной фургон с глухими металлическими панелями вместо задних стёкол, но «Форд» позиционировал его в качестве автомобиля для любителей дальних поездок — задняя часть кузова, снабжённая круглыми окошками-«иллюминаторами», служила в качестве спальника.
Для купе и хетчбэка также было доступно несколько «спортивных» пакетов опций, но, в отличие от конкурентов, они сводились лишь к внешнему тюнингу — ничего подобного Cosworth Vega с серьёзно доработанным штатным двигателем или Gremlin X с 304-м V8 «Форд» не предлагал.
К 1979 модельному году Pinto претерпел первый за свою конвейерную жизнь серьёзный рестайлинг — появились прямоугольные фары, новая решётка радиатора, бампера с пластиковыми «ушами» и более крупные задние фонари. Производство было прекращено после окончания 1980 модельного года.

## Двигатели
За исключением 1973 и 1980 годов, для Pinto было доступно два силовых агрегата — базовый и доступный за доплату более объёмный и мощный. В первые пять лет выпуска предлагались только рядные четырёхцилиндровые двигатели. Рейтинг мощности двигателей менялся производителем каждый год, как в связи со вносимыми в их конструкцию изменениями, так и ввиду изменения федеральных стандартов.
Особо следует отметить введение в 1974 году 2,3-литрового рядного четырёхцилиндрового двигателя с распредвалом в головке цилиндров. Этот двигатель с модернизациями оставался в производстве до 1997 года. Особенную известность получили его наддувные варианты, ставившиеся на Thunderbird Turbo Coupe середины 80-х годов, Mustang SVO и Merkur XR4Ti.
Первоначально Pinto поставлялись в базе с 1600-кубовым мотором выпуска британского филиала компании, а в качестве опционального предлагался германский двигатель объёмом 2000 см³. Двухлитровый двигатель имел двухкамерный карбюратор, аналогичный устанавливавшемуся на Maverick за исключением большего сечения одного из диффузоров. Лёгкий (чуть более 910 кг) автомобиль с ним разгонялся с 0 до 60 миль/ч (96 км/ч) за 10,8 секунд, что для того времени было очень хорошим результатом, особенно для такого скромного рабочего объёма: конкурентный Chevrolet Vega с более крупным 2,3-литровым мотором разгонялся до той же «американской сотни» за 12,2 секунды. С появлением федеральных экологических стандартов Ford посчитал целесообразным отказаться от импорта европейских двигателей, вместо чего стал использовать уже сертифицированные в США местные разработки. Вследствие этого, а также установки соответствующих новым федеральным стандартам безопасности при столкновении массивных «пятимилевых» бамперов, динамические качества автомобиля ощутимо ухудшились.
В 1972 году SAE был изменён метод, используемый для измерения мощности двигателей — вместо показаний, снятых с самого двигателя без навесного оборудования, было предписано указывать значения, полученные непосредственно на ведущих колёсах автомобиля при измерениях на динамометрическом стенде. В результате рейтинг мощности двигателя Pinto объёмом 1,6 л (98 дюймов³), ранее составлявший 75 л. с. (56 kW), упал до 54 л. с. (40 кВт), а для двигателя объёмом 2,0 л (120 дюймов³) — до 100 л. с. (75 кВт) в 1971 году и 86 л. с. (64 kW) в 1972. Фактическая мощность двигателей при этом практически не изменилась.
1971
- 1,6 л (98 CID) Kent OHV I4 — 75 л. с. (56 кВт) и 130 Н·м
- 2,0 л (122 CID) EAO SOHC I4 — 100 л. с. (75 кВт)

1972
- 1,6 л Kent — 54 л. с. (40 кВт)
- 2,0 л EAO — 86 л. с. (64 кВт)

1973
- 2,0 л EAO — 86 л. с. (64 кВт)

1974
- 2,0 л EAO — 86 л. с. (64 кВт)
- 2,3 л (140 CID) OHC — 90 л. с. (67 кВт)

1975
- 2,3 л OHC — 83 л. с. (62 кВт)
- 2,8 л (170 CID) Cologne V6 — 97 л. с. (72 кВт)

1976
- 2,3 л OHC — 92 л. с. (69 кВт) и 164 Н·м
- 2,8 л Cologne — 103 л. с. (77 кВт) и 202 Н·м

1977
- 2,3 л OHC — 89 л .с. (66 кВт) и 160 Н·м
- 2,8 л Cologne — 93 л. с. (69 кВт) и 190 Н·м

1978
- 2,3 л OHC — 88 л. с. (66 кВт) и 160 Н·м
- 2,8 л Cologne — 90 л. с. (67 кВт) и 194 Н·м

1979
- 2,3 л OHC — 88 л. с. (66 кВт) и 160 Н·м
- 2,8 л Cologne — 102 л. с. (76 кВт) и 187 Н·м

1980
- 2,3 л OHC — 88 л. с. (66 кВт) и 161 Н·м

## Отзывы и критика
Журнал Road & Track раскритиковал достаточно примитивную конструкцию подвески и устаревшие барабанные тормоза, назвав последние «значительным недостатком», но при этом похвалил 1,6-литровый двигатель Kent, взятый от европейских «Фордов». Устанавливавшийся на Chevrolet Vega более крупный 2,3-литровый рядный четырёхцилиндровый двигатель с алюминиевым блоком цилиндров в теории представлял собой более передовую конструкцию, но на практике так никогда и не был доведён до должного уровня надёжности. Тем не менее, авторитетное издание Consumer Reports оценило Pinto модели 1971 года ниже, чем Chevrolet Vega, хотя и выше, чем AMC Gremlin.
В 2004 году журнал Forbes поместил Pinto в свой список худших машин всех времён.
Основываясь на приписываемых Pinto технических проблемах и неудовлетворительной безопасности, журнал Time и Дэн Нейл указали Pinto в своём списке 2008 г. Пятидесяти самых худших машин всех времён.
В 2009 году BusinessWeek поместил Pinto в свой список самых уродливых машин за последние 50 лет.

## Дискуссия вокруг топливного бака
После сделанных в 1977 году заявлений, что конструкция кузова Pinto допускает поломку заправочной горловины топливного бака и при ударе в заднюю часть кузова в исключительных случаях топливный бак может быть пробит, что приведёт к фатальному возгоранию из-за разлива топлива, вокруг Pinto развернулась дискуссия.

### Доводы и иски
Доводы критиков заключались в том, что у автомобиля недостаточна прочность силовых элементов между задней кузовной панелью и топливным баком, и при ударе сзади топливный бак может быть протолкнут вперёд и пробит выступающими болтами дифференциала — что делает автомобиль менее безопасным по сравнению с конкурентами.
Согласно статье журнала Mother Jones 1977 года, фирма Ford, якобы, будучи осведомлена об этом пороке конструкции, отказалась оплачивать перепроектирование, и решила, что будет дешевле оплачивать возможные иски за смерти, вызванные этим изъяном. Журнал заполучил анализ по критерию стоимость-эффективность, из которого следовало, что фирма Ford сравнивала стоимость ремонта 11 долларов и денежной компенсации за человеческую жизнь — что стало известно как Меморандум Ford Pinto.
Пример заднего столкновения Pinto, который привёл к иску — катастрофа 1972 г., в которой погибла Лили Грэй (Lilly Gray) и получил тяжёлые ожоги 13-летний Ричард Гримшоу (Richard Grimshaw). Катастрофа привела к судебному прецеденту Гримшоу против компании Ford Motor, в котором Апелляционный суд штата Калифорния четвёртого Апелляционного округа поддержал требование о возмещении ущерба в размере 2,5 миллиона долларов и штрафные выплаты в размере 3,5 миллиона долларов против компании Ford, частично потому, что Ford знала об этом конструктивном дефекте до начала производства, но решила не менять конструкцию.

### Отзыв
Национальное управление безопасностью движения на трассах (NHTSA) оказало давление на Ford, чтобы фирма отозвала Pinto, мотивируя это протестами общественности и давлением таких групп, как Центр безопасности автомобилей Ральфа Нейдера (Ralph Nader). Сначала NHTSA не ощущало наличия существенных доказательств необходимости отзы́ва по причине инцидентов с возгораниями. 27 случаев гибели людей, приписываемых возгораниям Pinto, совпадает с количеством смертельных случаев, приписываемых проблемам с трансмиссией Pinto, которые привели в общей сложности к 180 смертельным случаям на машинах марки Ford, и в 1974 г. NHTSA постановило, что у Pinto нет недостатков, требующих отзы́ва.
В 1978 г., фирма Ford инициировала отзыв автомобилей Pinto для установки дилерами пластиковых защитных экранов: одного — между топливным баком и болтами дифференциала, другого — для предотвращения контакта между правым задним амортизатором и новой горловиной топливного бака, которая была глубже утоплена в бак и была более устойчива к излому при наезде сзади.

### Статья Шварца
В статье 1991 г. в статье «The Myth of the Ford Pinto Case», для журнала Rutgers Law Review, Гэри Т. Шварц (Gary T. Schwartz) утверждал, что факты против Pinto не ясны.
В соответствии с его исследованиями, число погибших при возгораниях Pinto в результате наезда сзади было значительно меньше сотен, упоминавшихся в тогдашних новостных репортажах, и скорее ближе к 27 случаям, занесённым в ограниченную базу данных NHTSA. Исходя из объёмов производства Pinto (было выпущено свыше 2 миллионов), это не является худшим показателем по сравнению с типичными показателями для того времени. Шварц утверждал, что машина была предрасположена к возгоранию не более других автомобилей того времени, что её коэффициенты смертности были ниже, чем сопоставимые параметры импортируемых автомобилей и что предполагаемый как явная улика документ, который истцы привели в качестве примера, демонстрирующего бессердечие фирмы Ford при проектировании Pinto, фактически являлся документом основанным на обязательных постановлениях Национального управления безопасностью движения на трассах о стоимости человеческой жизни — а не документом, содержащим оценку возможной ответственности фирмы Ford за гражданское правонарушение.
Исследование Шварца заявляло:
- Меморандум Ford Pinto не использовался и не обсуждался внутри фирмы Ford, а прилагался к письму о предлагаемых правилах, отправленному в NHTSA. Когда истцы пытались использовать меморандум в качестве основания требований штрафных выплат, судья, участвующий в рассмотрении дела, постановил, что он  не может быть допущен к рассмотрению в подобном качестве (p. 1021, Исследование Шварца).
- Расположение топливного бака Pinto позади задней оси, рассматривающееся, якобы, как его конструктивный недостаток, было в те времена обычным явлением на американских машинах (p. 1027).
- Прецедент Апелляционного суда штата Калифорния в те времена не только терпимо относился к пренебрежению безопасностью ради удешевления со стороны производителей, но даже, по всей вероятности, поощрял производителей рассматривать возможность подобной экономии (p. 1037).

## Галерея
- Ford Pinto 1974 г.
- Ford Pinto
- Ford Pinto 1975 г. хетчбэк
- Ford Pinto 1979 г.
- Ford Pinto, переделанный в ют
- Pinto Pangra
- Mercury Bobcat